# Чемпіонат Чорногорії з футболу 2006—2007
Чемпіонат Чорногорії з футболу 2006/2007 років (або Перша ліга) — 1-й сезон найвищого рівня футбольних дивізіонів Чорногорії. Стартував 12 серпня 2006 та тривав до 26 травня 2007 року. Чемпіоном країни став клуб «Зета» з містечка Голубовці, який першим виборов титул чемпіона у чемпіонаті незалежної Чорногорії.

## Формування ліги
Після референдуму про незалежність Чорногорії у 2006 році виникла необхідність сформувати нову найвищу лігу футбольних змагань. 
У новій лізі три клуби представили колишню найвищу лігу чемпіонату Сербії та Чорногрії, сім команд прийшли з Першої ліги Чорногорії — другої за рангом ліги та найвищої для Чорногорії, і дві команди були запрошені з Другої лігі Чорногорії (третьої за рангом у системі футбольних ліг Сербії та Чорногорії).

## Учасники та стадіони
| Команда   | Розташування     | Попередній сезон               | Стадіон                       | Місткість |
| --------- | ---------------- | ------------------------------ | ----------------------------- | --------- |
| Беране    | Беране           | Друга ліга Чорногорії          | «Градскі»                     | 11 000    |
| Будучност | Подгориця        | Чемпіонат Сербії та Чорногорії | «Под Ґоріцом»                 | 12 000    |
| Ґрбаль    | Радановічі       | Перша ліга Чорногорії          | «Грбаль» («Под Сутваром»)     | 1 500     |
| Дечич     | Тузі             | Перша ліга Чорногорії          | «Тушко Полє»                  | 1 200     |
| Єдинство  | Бієло-Полє       | Чемпіонат Сербії та Чорногорії | «Градскі»                     | 5 000     |
| Зета      | Голубовці        | Чемпіонат Сербії та Чорногорії | «Трешниця»                    | 7 000     |
| Ком       | Подгориця        | Перша ліга Чорногорії          | «Златиця»                     | 2 500     |
| Младост   | Подгориця        | Друга ліга Чорногорії          | «Цвьєтні брєг»                | 1 500     |
| Могрен    | Будва            | Перша ліга Чорногорії          | «Лугови»                      | 4 000     |
| Петровац  | Петровац на Мору | Перша ліга Чорногорії          | «Под Малим Брдом»             | 530       |
| Рудар     | Плєвля           | Перша ліга Чорногорії          | «Градскі» («Под Ґолубінійом») | 10 000    |
| Сутьєска  | Никшич           | Перша ліга Чорногорії          | «Градскі» («Край Бистріце»)   | 10 800    |

## Підсумкова турнірна таблиця
| М  | Команда   | І  | В  | Н  | П  | РМ    | О   |
| -- | --------- | -- | -- | -- | -- | ----- | --- |
| 1  | Зета      | 33 | 25 | 4  | 4  | 65−18 | 78  |
| 2  | Будучност | 33 | 22 | 10 | 1  | 58−12 | 76  |
| 3  | Ґрбаль    | 33 | 14 | 7  | 12 | 37−30 | 49  |
| 4  | Рудар     | 33 | 14 | 5  | 14 | 37−32 | 471 |
| 5  | Могрен    | 33 | 10 | 12 | 11 | 27−27 | 42  |
| 6  | Петровац  | 33 | 10 | 10 | 13 | 24−37 | 40  |
| 7  | Ком       | 33 | 9  | 11 | 13 | 27−31 | 38  |
| 8  | Сутьєска  | 33 | 10 | 8  | 15 | 24−33 | 38  |
| 9  | Младост   | 33 | 9  | 11 | 13 | 34−49 | 38  |
| 10 | Дечич     | 33 | 8  | 10 | 15 | 29−46 | 34  |
| 11 | Єдинство  | 33 | 6  | 13 | 14 | 27−51 | 31  |
| 12 | Беране    | 33 | 7  | 7  | 19 | 25−48 | 31  |

Позначення:
|  | — чемпіон, участь у Лізі чемпіонів |
|  | — участь у Кубку УЄФА              |
|  | — участь у Кубку Інтертото         |
|  | — участь у стикових матчах         |
|  | — виліт у нижчу лігу               |

1 Клуб «Рудар» взяв участь у розіграші Кубку УЄФА як володар Кубку Чорногорії.

### Стикові матчі
| Команда 1 | Заг. | Команда 2 | 1-й матч | 2-й матч |
| --------- | ---- | --------- | -------- | -------- |
| Єдинство  | 2:4  | Бокель    | 1:4      | 1:0      |
| Дечич     | 3:2  | Ібар      | 2:2      | 1:0      |